# Blue heaven (PERSONZの曲)
『blue heaven』（ブルー・ヘヴン）は、日本のロックバンド、PERSONZの14枚目のシングルである。

## 収録曲
（全曲作詞：JILL / 作曲：渡邉貢）
1. blue heaven
2. i wanna be me

## 品番
CDS: TODT-3701